# Ossolińscy herbu Topór

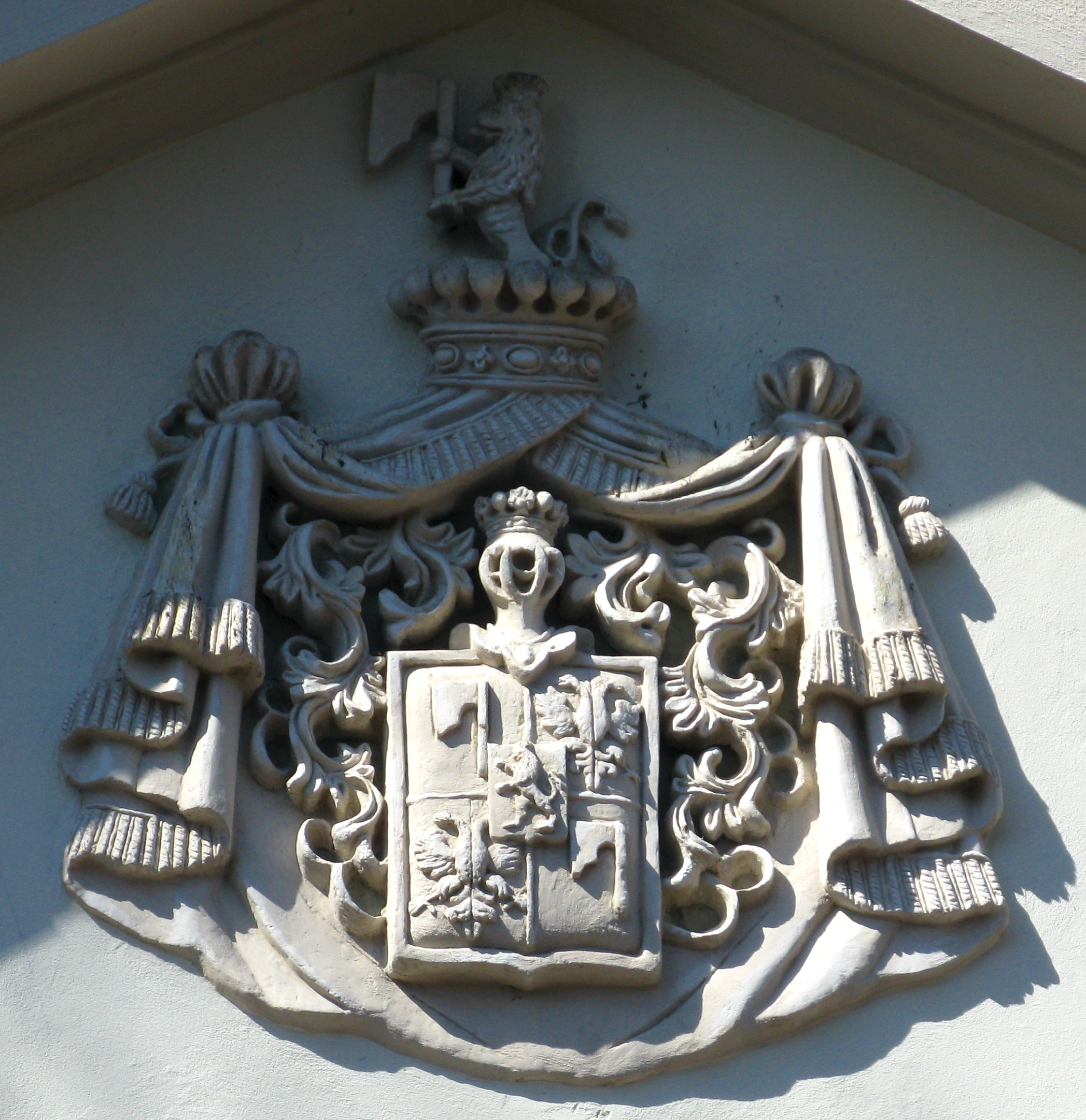
Kartusz herbowy Ossolińskich przy kościele św. Antoniego z Padwy w Warszawie

Herb hrabiowski Ossolińskich

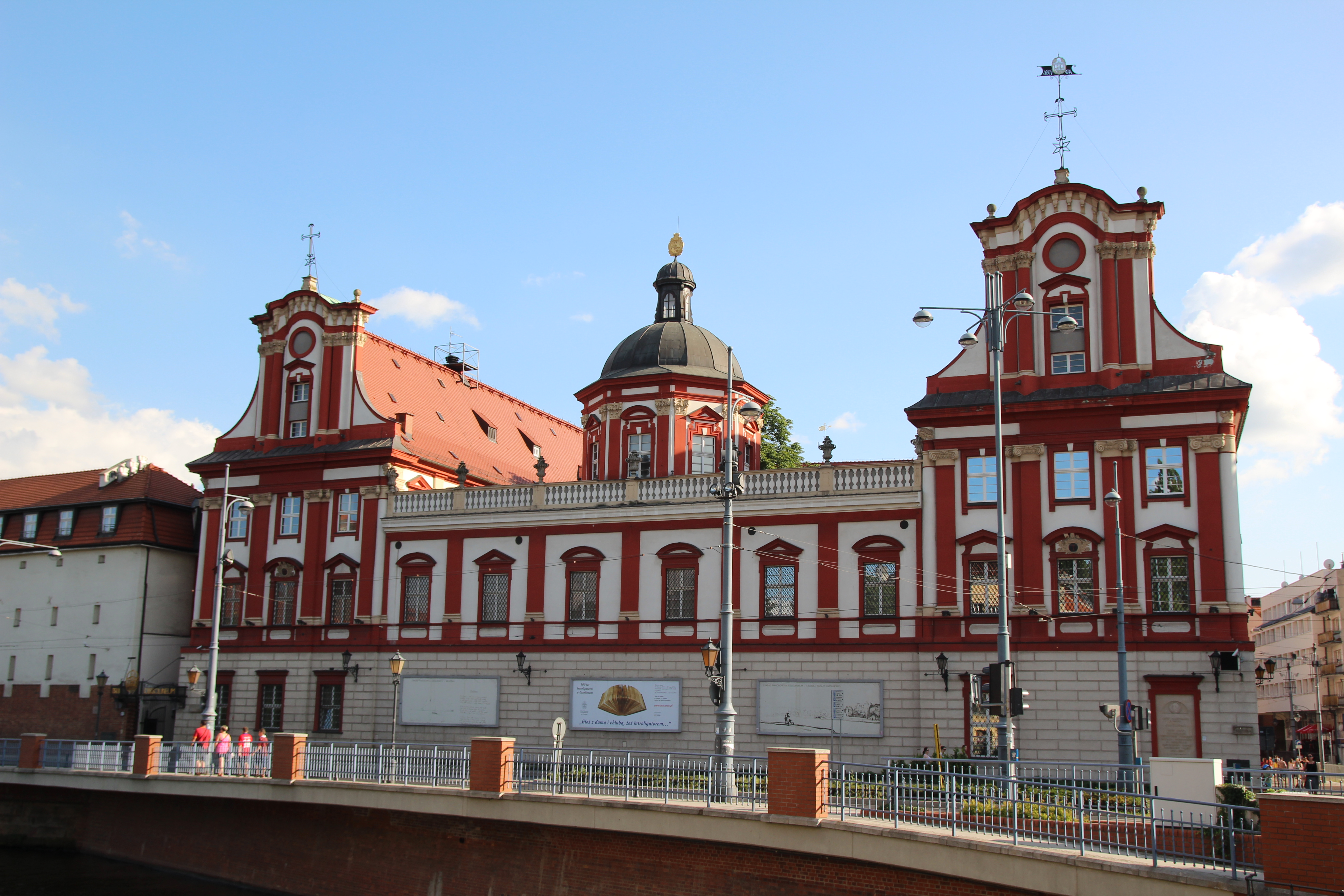
Zakład Narodowy im. Ossolińskich we Wrocławiu

Ossolińscy herbu Topór – polski ród magnacki.

## Historia
W historycznych źródłach Ossolińscy pojawili się w XIV wieku. Ossolińscy wywodzą się z możnego średniowiecznego rodu Toporczyków z Morawicy koło Krakowa. W wieku XIV jedna z gałęzi Toporczyków osiadła na Ossolinie koło Sandomierza. Protoplastą rodu był Jan z Ossolina, syn wielkiego marszałka koronnego i kasztelana krakowskiego – Nawoja z Tęczyna. Potomkowie Jana pisali się „z Ossolina” i dali oni początek rodzinie Ossolińskich. Od pierwszej połowy wieku XVI liczni potomkowie Jana z Ossolina zaczęli używać nazwiska Ossoliński, co było zgodne z ówczesną tradycją w Rzeczypospolitej, kiedy zaczęto odstępować od używania przydomków np. z Ossolina, z Ciechanowa czy z Balic na rzecz bardziej „nowoczesnego” nazwiska obranego od nazwy miejsca, skąd pochodził ród.
Linia rodu osiadła na Ossolinie wygasła po mieczu na początku XX wieku. Do dziś żyją potomkowie rozgałęzionych w XVII i XVIII wieku linii szlacheckich w Polsce i świecie.

## Członkowie rodziny
- Jan Ossoliński (zm. 1396) – kasztelan wiślicki, protoplasta rodu Ossolińskich.
- Jan z Ossolina (zm. 1459) – kasztelan radomski (1419-1435), wojnicki (1442).
- Andrzej z Ossolina i Balic (zm. po 1488) – obrońca przed najazdem węgierskim w 1474 r., dziedzic wielkiego majątku Ossolina.
- Paweł Ossoliński (zm. 1534) – dziedzic Klimontowa, kilkukrotny poseł Rzeczypospolitej na obce dwory.
- Hieronim Ossoliński (zm. 1576) – kasztelan sądecki, wojnicki i sandomierski, starosta krzeszowski. Wybitny działacz ruchu kalwińskiego w Rzeczypospolitej.
- Jan Zbigniew Ossoliński (1555–1628) – podkomorzy, wojewoda
- Krzysztof Ossoliński (1587–1645) – wojewoda sandomierski
- Jerzy Ossoliński – kanclerz wielki koronny. W okresie bezkrólewia w Rzeczypospolitej latach 1648/50 de facto trzymał rządy w kraju. Został obdarowany tytułem książęcym przez papieża Urbana VIII w 1633 roku. Tytuł ten zakwestionował jednak sejm Rzeczypospolitej.
- Jerzy Adam Ossoliński (?–1651) – starosta lubelski i stężycki.
- Helena Tekla Ossolińska (?–1687) – poślubiła Aleksandra Michała Lubomirskiego
- Józef Kanty Ossoliński (1707–1780) – wojewoda wołyński od 1757, polski magnat, ożeniony z Teresą Stadnicką
- Franciszek Maksymilian Ossoliński – podskarbi wielki koronny, za wstawiennictwem Stanisława Leszczyńskiego miał otrzymać tytuł para i diuka Francji od Ludwika XV, Króla Francji w 1736 roku. Tytułu tego jednak mu nigdy oficjalnie nie przyznano, lecz Franciszek Maksymilian mimo to nim się posługiwał. Był sekretarzem Stanisława Leszczyńskiego w Lotaryngii.
- Józef Kajetan Ossoliński (1758–1834) – twórca i założyciel pierwszej publicznej galerii obrazów w Warszawie w roku 1814.
- Józef Maksymilian Ossoliński (1754–1826) – twórca i założyciel Zakładu Narodowego im. Ossolińskich, Ossolineum założonego we Lwowie w 1817 roku.

## Pałace i zamki

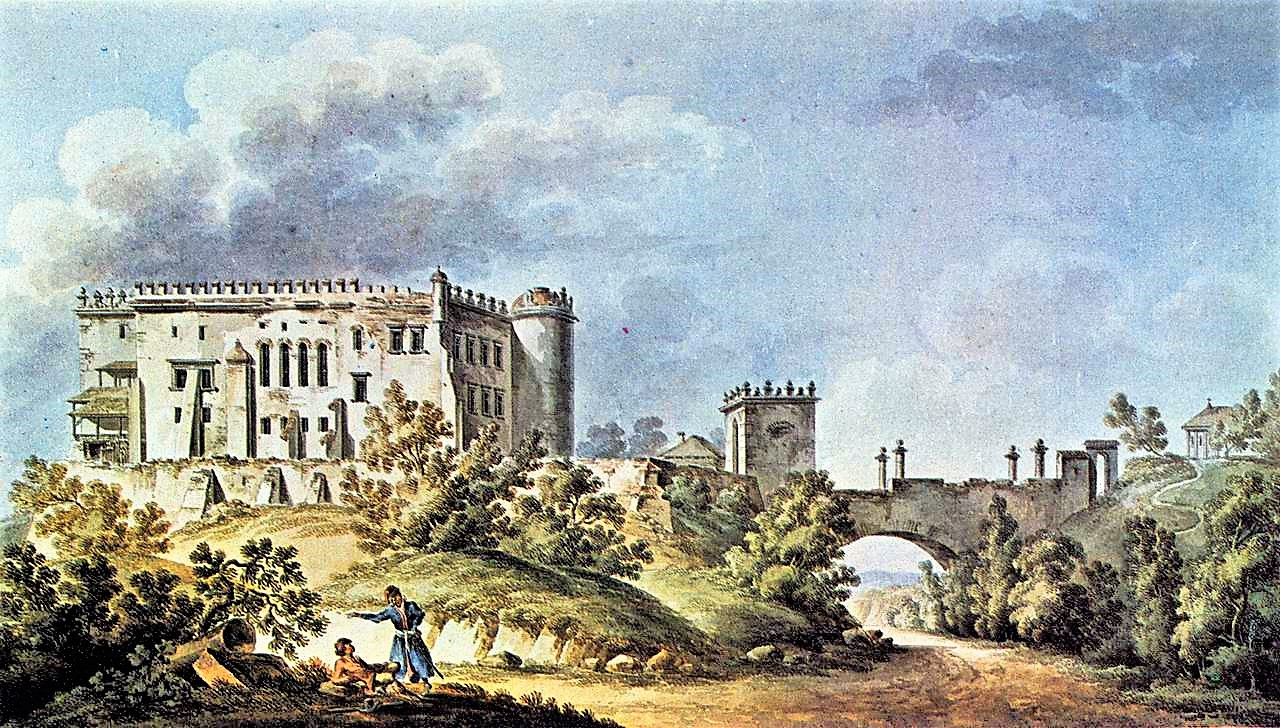
Zamek w Ossolinie, 1794
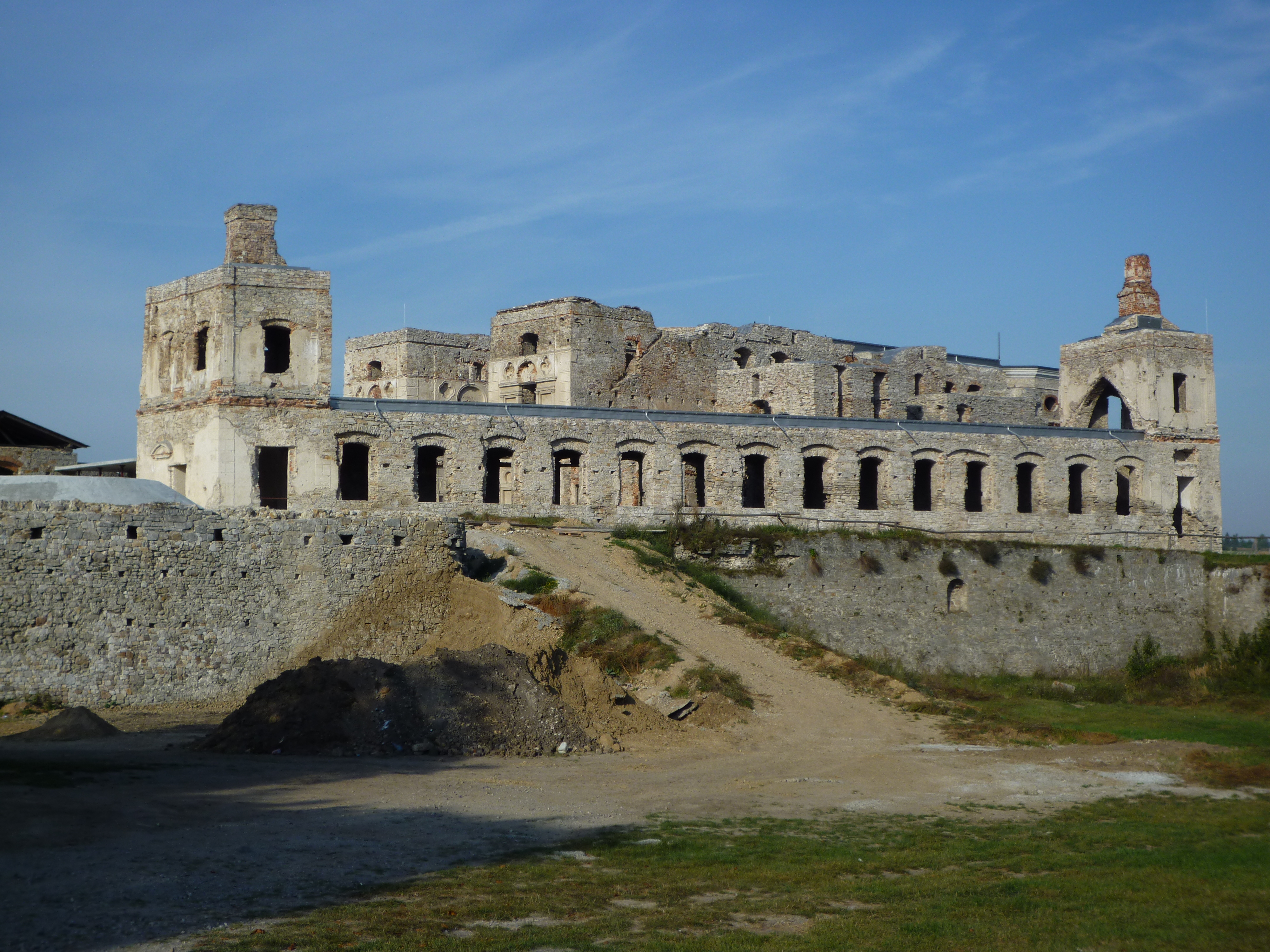
Zamek „Krzyżtopór” w Ujeździe
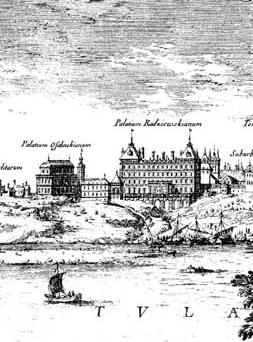
Pałac Jerzego Ossolińskiego w Warszawie (po lewej)
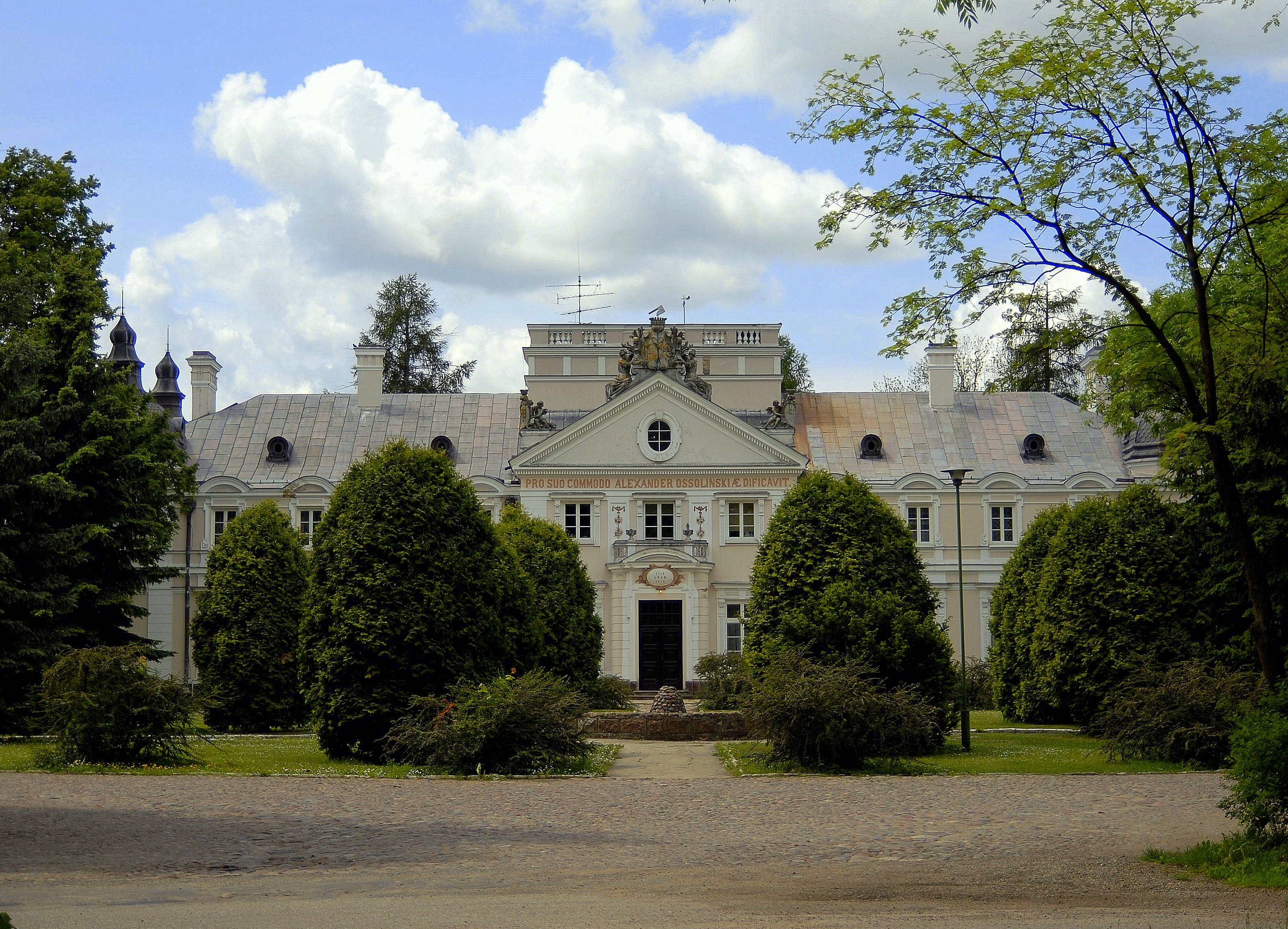
Pałac Ossolińskich w Rudce
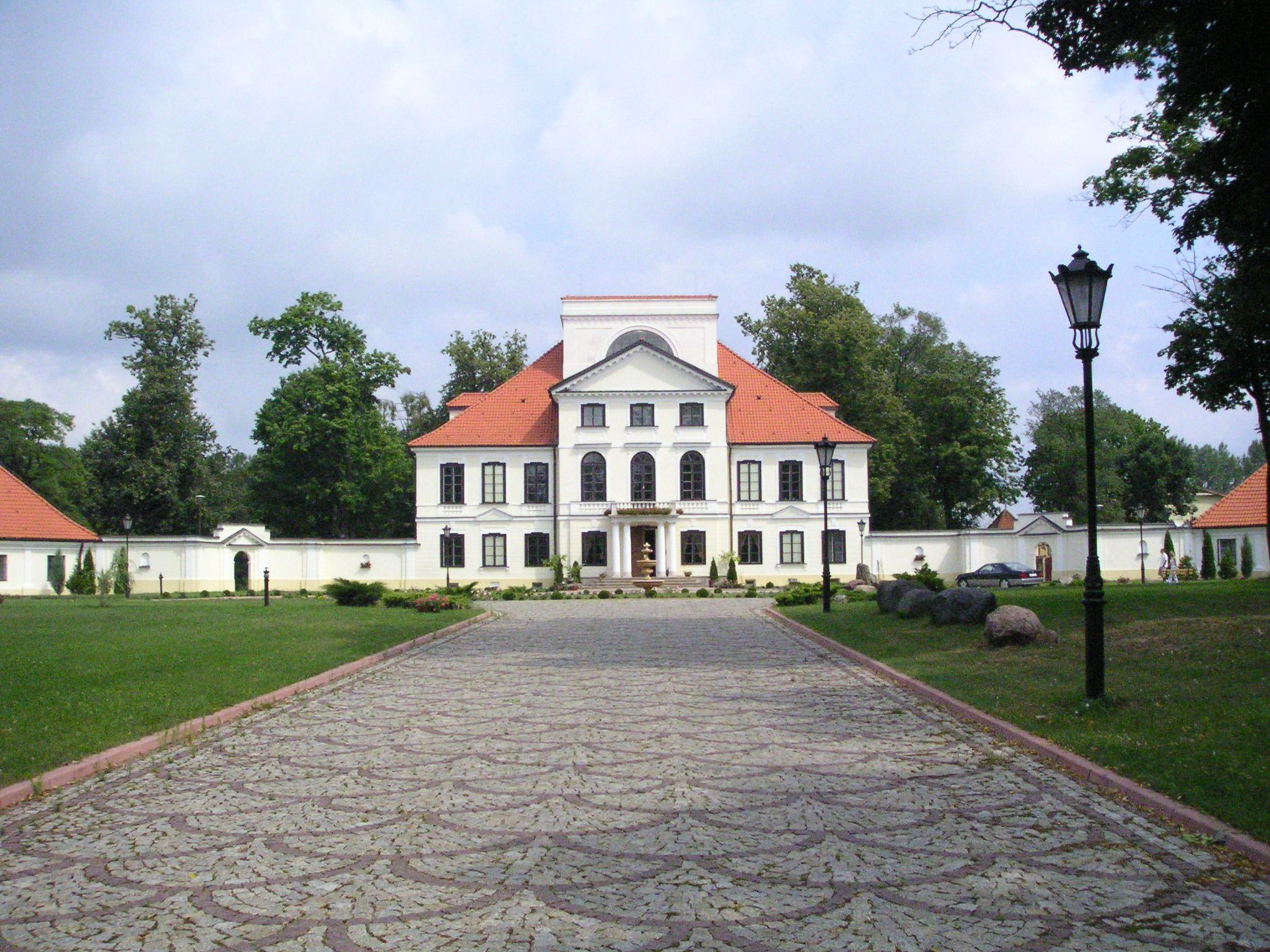
Pałac w Sterdyni
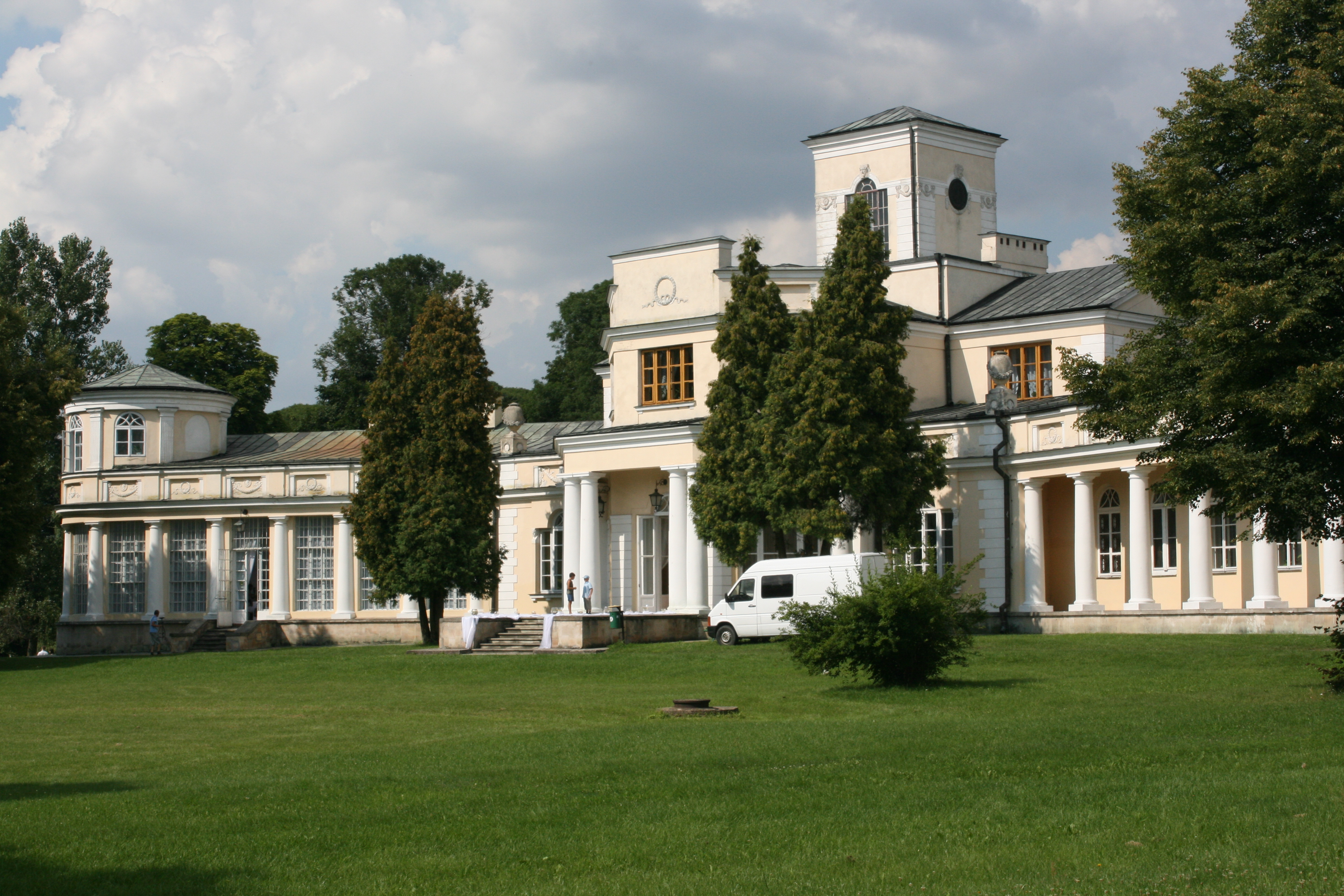
Pałac w Rejowcu
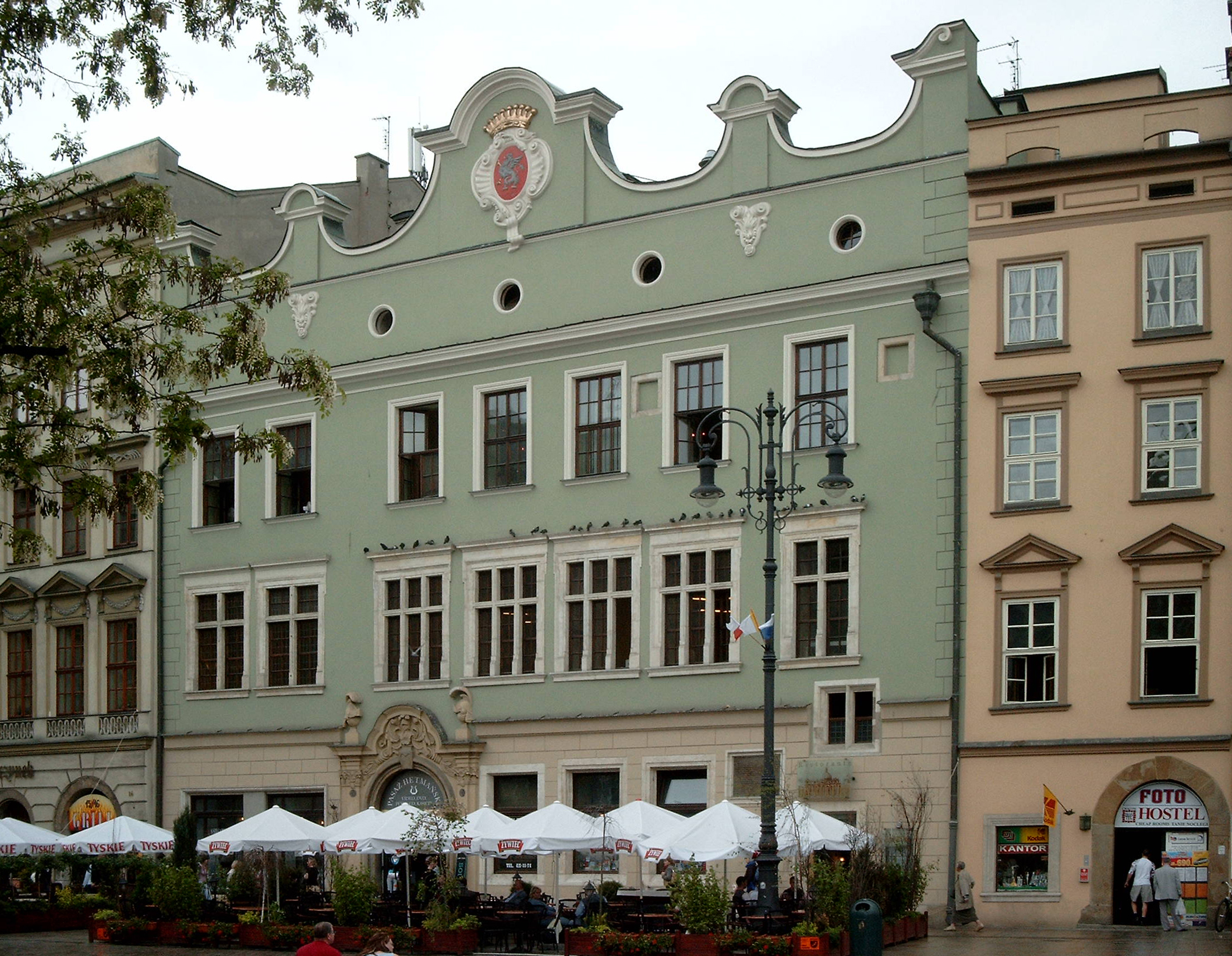
Kamienica Hetmańska w Krakowie

## Herb
Rodzina Ossolińskich używała średniowiecznego herbu rodziny Toporczyków „Topór”.
Zamki i pałace Ossolińskich były cenione w XVII wieku jako jedne z najwspanialszych w Rzeczypospolitej. Do największych z nich należał Krzyżtopór. Wspomnieć należy jeszcze o pałacu kanclerza Jerzego Ossolińskiego w Warszawie i jego zamku w Ossolinie.